# Souris puisque c'est grave
Singles de Alain Chamfort
Amour année zéro (version live)
(1988) L'Amour samplé
(1990)
Pistes de Trouble
Gare de l'Est
Souris puisque c'est grave est un single musical d'Alain Chamfort, paru en mai 1990. Premier extrait de l'album Trouble, il est écrit par Jacques Duvall et composé par Chamfort et Marc Moulin.

## Réception
Souris puisque c'est grave entre au Top 50 à partir du 25 août 1990 à la quarantième place. Le single reste durant dix semaines consécutives dans le classement et parvient à atteindre la trente-huitième place en sixième semaine puis en neuvième semaine de présence au Top. Il s'agit à ce jour du dernier single de l'artiste à se classer dans les meilleures ventes de singles en France (hormis les rééditions de singles en 2016) avant 2018 avec Tout est pop.

## Reprise
Le titre sera repris par Chamfort en duo avec Inna Modja pour l'album Elles et Lui, paru en 2012.
Sorti en single le 23 avril 2012, Souris puisque c'est grave s'est classé en Belgique, où il atteint la cinquième place de l'Ultratop 50.

## Dans la culture
- 2007 : J'aurais voulu être un danseur d'Alain Berliner

(source : générique)

## Classements hebdomadaires
| Classement (1990) | Meilleure position |
| ----------------- | ------------------ |
| France (SNEP)     | 38                 |

| Classement (2012)               | Meilleure position |
| ------------------------------- | ------------------ |
| Belgique (Wallonie Ultratip 50) | 5                  |